# Hyponerita lavinia
Hyponerita lavinia är en fjärilsart som beskrevs av Druce 1890. Hyponerita lavinia ingår i släktet Hyponerita och familjen björnspinnare. Inga underarter finns listade i Catalogue of Life.

## Bildgalleri

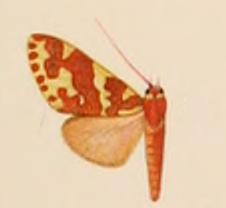
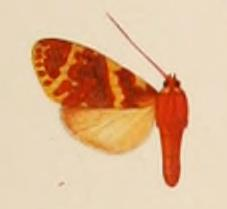
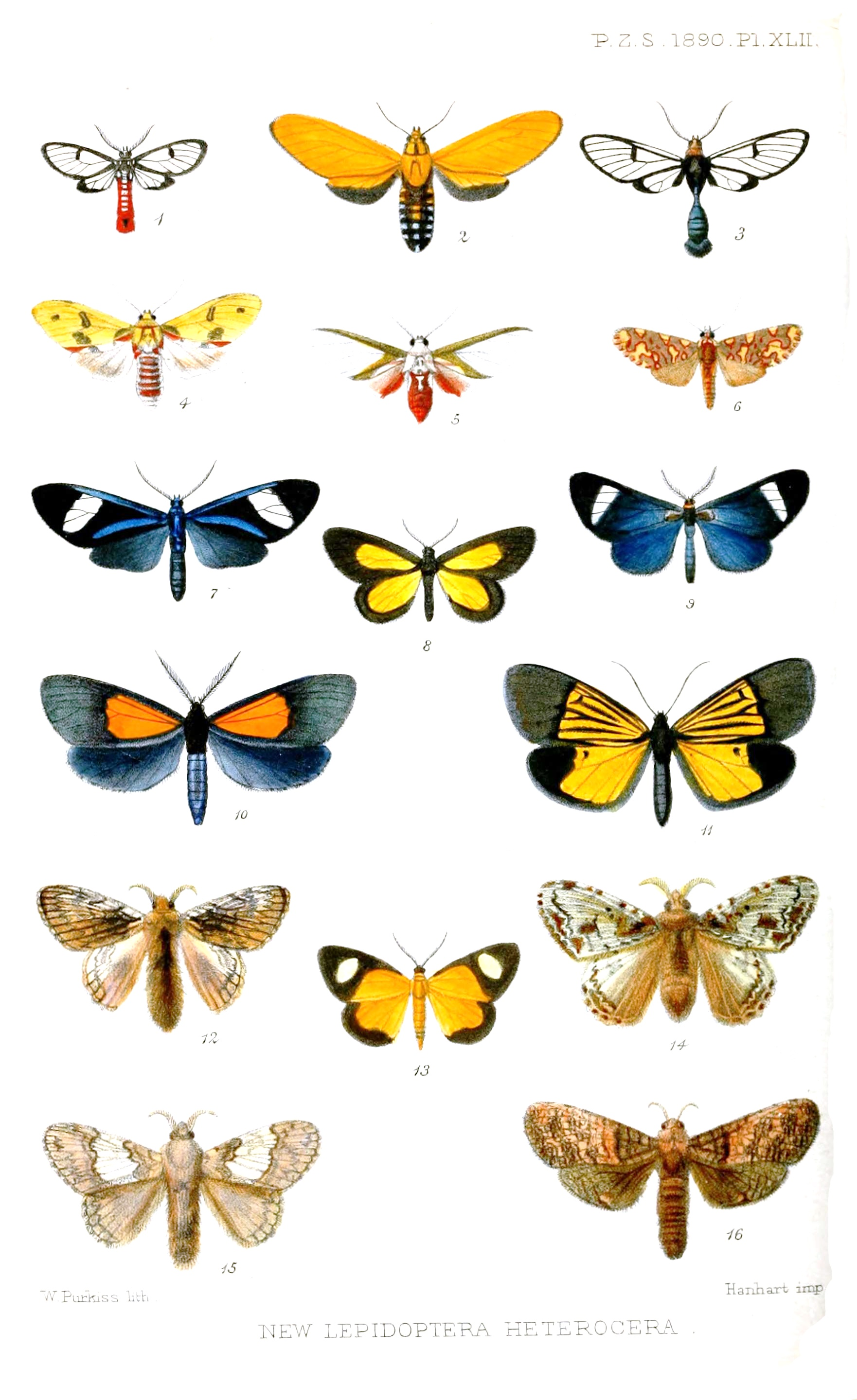